# 米尔沃尔足球俱乐部
米禾爾足球會（英語：Millwall Football Club，/ˈmɪlwɔːl/，AIM: MWH），1903年前名為米禾爾體育（Millwall Athletic），是位於英格蘭倫敦東南部的足球會。由一群蘇格蘭船塢工人在1885年成立，主場為可容20,146名觀眾的尼尔球场，於2014/15年降級在英格蘭足球甲級聯賽作賽。2017年嬴得英甲升班附加賽冠軍，於2017/18年度球季返回英冠作賽。
米禾爾球迷是臭名昭著的足球流氓，經常在影視作品以反派形象出現。他們的口號為“我们不受欢迎，我们并不在乎”。

## 大事紀年
| 年 份   | 事 項 |
| ------- | --- |
| 1885    | 「米禾爾流浪」（Millwall Rovers）成立，隨後更名為「米禾爾體育」（Millwall Athletic）                                                     |
| 1894-95 | 南部甲組聯賽創結成員。南部甲組聯賽冠軍                                                                   |
| 1895-96 | 南部甲組聯賽冠軍 （第二次）                                                                              |
| 1896-97 | 南部甲組聯賽亞軍。同時加入聯合聯賽（United League）成為創始成員。聯合聯賽冠軍                                         |
| 1898-99 | 聯合聯賽冠軍（第二次）                                                                                   |
| 1899-00 | 晉身足總杯四強                                                                                           |
| 1900-01 | 同時加入西部聯賽。西部聯賽亞軍                                                                           |
| 1902-03 | 晉身足總杯四強                                                                                           |
| 1903    | 除去名字中的“體育”（"Athletic"）成為「米禾爾」。脫離西部聯賽                                                           |
| 1904-05 | 再次加入西部聯賽                                                                                         |
| 1907-08 | 西部聯賽甲B組冠軍。在附加賽1-0擊敗修咸頓成為西部甲組聯賽總冠軍                                           |
| 1908-09 | 西部聯賽甲B組冠軍。在附加賽2-1擊敗白禮頓成為西部甲組聯賽總冠軍（第二次）                                 |
| 1920-21 | 足球聯盟南區丙組聯賽創始成員                                                                             |
| 1927-28 | 南區丙組聯賽冠軍。升級乙組                                                                               |
| 1934    | 乙組聯賽排第廿一位，降級南區丙組                                                                         |
| 1936-37 | 晉身足總杯四強                                                                                           |
| 1937-38 | 南區丙組聯賽冠軍。升級乙組                                                                               |
| 1946-47 | 主力甲隊同時加入南部聯賽，預計在周中比賽，但未能完成全季比賽，剩餘八場比賽，被判對賽雙方各得1分          |
| 1948    | 乙組聯賽排第廿二位，降級南區丙組                                                                         |
| 1952-53 | 南區丙組聯賽亞軍                                                                                         |
| 1958-59 | 聯賽重組後被置於丁組聯賽                                                                                 |
| 1961-62 | 丁組聯賽冠軍，升級丙組                                                                                   |
| 1964    | 丙組聯賽排第廿一位，降級丁組                                                                             |
| 1964-65 | 丁組聯賽亞軍，升級丙組                                                                                   |
| 1965-66 | 丙組聯賽亞軍，升級乙組                                                                                   |
| 1975    | 乙組聯賽排第廿位，降級丙組                                                                               |
| 1975-76 | 丙組聯賽季軍，升級乙組                                                                                   |
| 1979    | 乙組聯賽排第廿一位，降級丙組                                                                             |
| 1984-85 | 丙組聯賽亞軍，升級乙組                                                                                   |
| 1987-88 | 乙組聯賽冠軍，升級甲組                                                                                   |
| 1990    | 甲組聯賽排第廿位，降級乙組                                                                               |
| 1990-91 | 乙組聯賽排第五位，附加賽準決賽兩回合累計2-6負於白禮頓                                                    |
| 1992-93 | 超聯成立，乙組改組為甲組〈II〉                                                                           |
| 1993-94 | 甲組〈II〉聯賽排第三位，附加賽準決賽兩回合累計1-5負於打比郡                                              |
| 1996    | 甲組〈II〉聯賽排第廿二位，降級乙組〈III〉                                                                |
| 1999-00 | 乙組〈III〉聯賽排第五位，附加賽準決賽兩回合累計0-1負於韋根                                               |
| 2000-01 | 乙組〈III〉聯賽冠軍，升級甲組〈II〉                                                                      |
| 2001-02 | 甲組〈II〉聯賽排第四位，附加賽準決賽兩回合累計1-2負於伯明翰城                                            |
| 2003-04 | 決賽0-3負於曼聯，足總杯亞軍                                                                              |
| 2004-05 | 甲組〈II〉聯賽更名“英冠聯賽”                                                                             |
| 2005-06 | 英冠聯賽排第廿三位，降級英甲聯賽                                                                         |
| 2008-09 | 英甲聯賽排第五位，附加賽準決賽兩回合累計2-1擊敗，溫布萊決賽2-3負於                                       |
| 2009-10 | 英甲聯賽排第三位，附加賽準決賽兩回合累計2-0淘汰哈德斯菲爾德，溫布萊決賽1-0擊敗，升班英冠聯賽             |
| 2012-13 | 晉身足總盃四強                                                                                           |
| 2014-15 | 英冠聯賽排第廿二位，降級英甲聯賽                                                                         |
| 2015-16 | 英甲聯賽排第四位，附加賽準決賽兩回合累計4-2淘汰巴拉福特，溫布萊決賽1-3負於班士利                         |
| 2016-17 | 英甲聯賽排第六位，附加賽準決賽兩回合累計3-2淘汰斯肯索普，溫布萊決賽1-0擊敗巴拉福特取得冠軍，升班英冠聯賽 |

## 近況

### 盃賽成績
| 圈數     | 日期          | 主／客   | 對賽球隊   | 紀錄                           |
| 聯 賽 盃 | 聯 賽 盃      | 聯 賽 盃 | 聯 賽 盃   | 聯 賽 盃                       |
| -------- | ------------- | -------- | ---------- | ------------------------------ |
| 第一圈   | 2020年9月5日  | 客       | 卡維尼     | 勝3 - 1                        |
| 第二圈   | 2020年9月24日 | 主       | 般尼       | 負0 - 2                        |
| 足 總 盃 |               |          |            |                                |
| 第三圈   | 2021年1月9日  | 客       | 波利咸活特 | 勝2 - 0 （页面存档备份，存于） |
| 第四圈   | 2021年1月23日 | 主       | 布里斯托城 | 負0 - 3 （页面存档备份，存于） |

## 主場球場

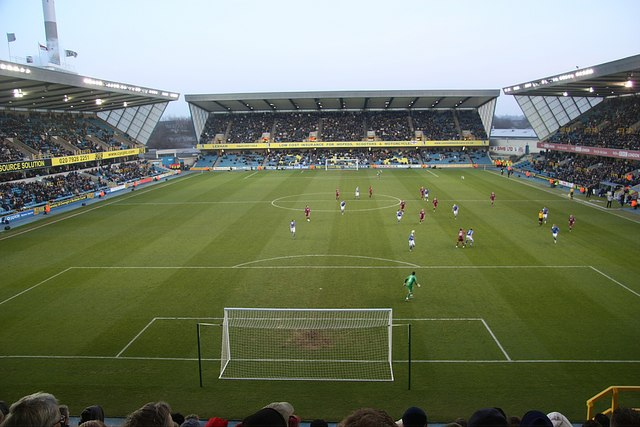
尼尔球场

尼爾球場（The Den）前稱「新尼尔球场]（The New Den），位於南倫敦的米禾爾，在1993年8月4日由已故市長約翰·史密斯（John Smith）主持揭幕，隨即舉行對葡萄牙士砵亭的友誼賽。球場耗資1,600萬英鎊興建，全座席可容20,146名觀眾。
2011年1月20日，尼爾球場的東看台易名｢船塢工人看台｣（Dockers Stand），以向米禾爾早期歷史和以船塢工人為主的支持者致敬；南看台稱為｢冷吹徑看台｣（Cold Blow Lane stand），是通往舊尼爾球場的道路名稱； 北看台供作客球迷入座；而西看台更名｢巴里·基特希納看台｣（Barry Kitchener stand），以效力球會最長的名宿名字命名，設有家庭座席、傳媒席和行政席。

## 榮譽
| 榮譽                       | 次數        | 年度                   |
| 聯 賽 比 賽                | 聯 賽 比 賽 | 聯 賽 比 賽            |
| -------------------------- | ----------- | ---------------------- |
| 乙組聯賽 冠軍              | 1           | 1987/88年。            |
| 乙組〈III〉聯賽 冠軍       | 1           | 2000/01年。            |
| 甲級〈III〉聯賽附加賽 冠軍 | 2           | 2009/10, 2016/17       |
| 南區丙組聯賽 冠軍          | 2           | 1927/28年, 1937/38年。 |
| 南區丙組聯賽 亞軍          | 1           | 1952/53年              |
| 丙組聯賽 亞軍              | 2           | 1965/66年, 1984/85年。 |
| 丙組聯賽 季軍              | 1           | 1975/76年。            |
| 丁組聯賽 冠軍              | 1           | 1961/62年。            |
| 丁組聯賽 亞軍              | 1           | 1964/65年。            |
| 地 區 聯 賽                |             |                        |
| 南部甲組聯賽 冠軍          | 2           | 1894/95年, 1895/96年。 |
| 聯合聯賽 冠軍              | 2           | 1896/97年, 1898/99年。 |
| 西部甲組聯賽 總冠軍        | 2           | 1907/08年, 1908/09年。 |
| 杯 賽 比 賽                |             |                        |
| 足總杯 亞軍                | 1           | 2004年。               |
| 足总青年杯 冠軍            | 2           | 1979年，1991年。       |
| 英格蘭聯賽團體盃 冠軍      | 1           | 1982/83年*。           |

*這場決賽並不獲確認為現時英格蘭聯賽錦標的紀錄，是於停辦德士古杯/英蘇盃與創辦英格蘭聯賽錦標之間的真空期舉辦的競賽。

## 著名球星
- 艾拿泰斯（Sam Allardyce）
- 佳夫·雅倫（Clive Allen）
- 卡希爾（Tim Cahill）
- 加斯卡連奴（Tony Cascarino）
- 根寧咸（Kenny Cunningham）
- 約翰·法辛奴（John Fashanu）
- （Neil Harris）
- 哥頓·希路（英语：Gordon Hill (footballer)）（Gordon Hill）
- 基拿（Kasey Keller）
- 尼爾（Lucas Neill）
- 阿歷斯·拉爾（Alex Rae）
- 史提芬·列特（Steven Reid）
- 魯鐸克（Neil Ruddock）
- 舒寧咸（Teddy Sheringham）
- 史塔尼（Alex Stepney）
- 韋斯（Dennis Wise）